# Jornades sobre el Patrimoni Sonor i Audiovisual
Les Jornades sobre el Patrimoni Sonor i Audiovisual són unes jornades que se celebren per a crear un espai de coneixement, debat i presentació d'experiències per als diferents professionals i estudiants de l'àmbit del patrimoni sonor i audiovisual.
Donen veu a una mostra representativa de les entitats i d'institucions culturals i acadèmiques —inscrites dins del que darrerament s'anomena internacionalment GLAM (Galleries, Libraries, Archives and Museums)— i que treballen dia a dia amb fons i col·leccions sonores i audiovisuals, amb presència nacional i internacional. Les jornades presenten comunicacions d'especialistes del sector, d'àmbit nacional i internacional, i també s'organitzen a l'entorn de taules rodones. Es desenvolupen a les seus de les entitats organitzadores i inclouen, al final de les sessions, una visita guiada als espais d'aquestes institucions. Cada edició té com a resultat unes conclusions que recullen els temes tractats i unes propostes d'actuació. Totes les ponències i taules rodones es transmeten en continu i estan enregistrades als canals de Youtube de l'ANC, la BC i la Filmoteca de Catalunya.
La primera edició —coorganitzada per l'Arxiu Nacional de Catalunya (ANC) i la Biblioteca de Catalunya (BC)— es va realitzar els dies 25 i 26 d'octubre de 2018 i es va inscriure en la celebració de l'Any Europeu del Patrimoni Cultural. També coincidia amb el Dia Mundial de Patrimoni Audiovisual, declarat per la Unesco, i que se celebra cada 27 d'octubre. L'organització d'aquestes jornades va sorgir per tal de tractar la diversitat de tipologies i característiques del patrimoni sonor i audiovisual, així com tots els aspectes relacionats amb la seva gestió, conservació, preservació i difusió. A la segona edició, realitzada el 24 i 25 d'octubre de 2019, també s'hi va afegir en l'organització la Filmoteca de Catalunya La crisi sanitària provocada per la COVID-19 no va fer possible la realització de la tercera edició l'octubre de 2020  i es va haver d'ajornar fins al 28 i 29 d'octubre de 2021. Aquesta tercera trobada es va centrar en la formació i les experiències professionals.